# Санниково (Муромский район)
Са́нниково — деревня в Муромском районе Владимирской области России. Относится к Борисоглебскому сельскому поселению.
Расположена в 10 км к северу от Мурома.

## История
Село Санниково впервые упоминается в писцовых книгах XVI века. В то время оно было вотчиной рода Борисовых. Упоминается храм во имя святителя Николая Чудотворца. В 1864 году построен каменный храм во имя Преображения Господня и с пределом в теплом храме во имя святителя Николая Чудотворца. Хозяйкой села была боярыня Мария Ростова. К концу XVIII века в селе было порядка 60 хозяйств, церковно-приходская школа. Храм был полностью достроен в 1897 году. Имел два придела: главный в холодном храме в честь Преображения Господня и предел Святителя Николая Чудотворца в теплом храме. Колокольня была высотой 35 метров и имела пять колоколов, самый большой был весом в 4 тонны. В приход Санниковского храма входили ещё четыре деревни: Степаньково, Березовка, Саксино и Ивань. Храм разрушили в 1936 году. При советской власти здесь был образован колхоз «Организованный труд». В 1930-х годах местный колхоз вошел в состав колхоза «Борьба» с центральной усадьбой в деревне Степаньково. Школа тоже влилась в Степаньковскую восьмилетнюю школу. Школа простояла до 1969 года. В 2013 году начато восстановление Спасо-Преображенского храма.

## Население
| 1859 | 1905 | 1926 | 2002 | 2010 | 2021 |
| ---- | ---- | ---- | ---- | ---- | ---- |
| 164  | ↗284 | ↗436 | ↘84  | ↘58  | ↗61  |